# USS LST-585
O USS LST-585 foi um navio de guerra norte-americano da classe LST que operou durante a Segunda Guerra Mundial.